# Ragib Džinić
Ragib-beg Džinić (1858 Banja Luka, osmanská říše – 19. prosince 1917 Turjak, okres Bosanska Gradiška, Bosna a Hercegovina) byl bosenskohercegovský velkostatkář a politik bosňáckého původu.

## Životopis
Narodil se do tradiční a zámožné muslimské rodiny z Banja Luky. Ve své době Ragib-beg platil za nejbohatšího pozemkového vlastníka v Bosně a Hercegovině. V přímém vlastnictví měl 29,2 kilometrů čtverečních polností, lesů a pastvin a dalších 59,4 kilometrů čtverečních pronajímal bezzemkům.
V rodném městě navštěvoval mekteb, později se naučil i latinku, tehdy v Bosně a Hercegovině téměř neznámou. Během povstání muslimů proti rakousko-uherskému záboru Bosny a Hercegoviny roku 1878 byl jedním z velitelů jednotek v Bosenské krajině. Nicméně později své protihabsburské postoje přehodnotil a stal se loajálním představitelem nového režimu. Mezi lety 1893 a 1901 zastával úřad banjaluckého starosty. Roku 1897 mu získal Řád železné koruny III. třídy (dekorace na náprsní stuze ve tvaru trojúhelníka). Z čela města odešel z vlastní vůle poté, co se v Bosně a Hercegovině rozhořel boj opozičně naladěných muslimů o náboženskou a školskou autonomii a on se k nim chtěl připojit. Stejný krok volil jeho příbuzný Ali-beg Firdus, pozdější vůdce Muslimské národní organizace.
Dvě desetiletí předsedal První banjalucké spočitelně (Prva banjalučka štedionica) a později Muslimské bance (Muslimanska banka). Byl dlouholetým členem banjaluckého vakufského pověřenectva Islámského společenství v Bosně a Hercegovině, které spravovalo majetek islámských nadací.
Roku 1910 kandidoval za Muslimskou národní organizaci v prvních volbách do bosenského zemského sněmu, saboru. Mandát získal v první, velkostatkářské kurii. Poslancem zůstal až do rozpuštění sněmu roku 1915.
Ragib-beg se oženil s Nuri Pašić, s níž přivedl na svět čtyři dětí: dva syny, Ali Kjamil-bega (1887–1969) a Halid-bega, a dvě dcery (Fatima se vdala za Ramiz-bega Begoviće z Derventy a Šuhret byla manželkou Bakir-bega Tuzliće).
Džinić zemřel ve Vsi Turjak, kde měl svůj statek. Druhého dne byl převezen do Banja Luky a následně 21. prosince 1917 pohřben.